# جاك هيرش (أستاذ جامعي)
جاك هيرش هو أستاذ جامعي كندي، ولد في 5 يناير 1935 في ملبورن في أستراليا.